# كأس بلغاريا 1984–85
كأس بلغاريا 1984–85 (بالبلغارية: Купа на Народна република България 1984/85)‏ هو موسم من كأس بلغاريا. أشرف على تنظيمه اتحاد بلغاريا لكرة القدم، وفاز فيه سسكا صوفيا.